# Аркада (архитектура)
Аркада као појам у архитектури означава лук између два стуба; односно низ лукова, који почивају на стубовима или ступцима. Аркадама могу бити окружени тргови, низови улица или дворишта унутар породичних кућа и палата - перистил.
Због способности да велику масу зида или неке друге горње конструкције (коју би у противном морао да носи масиван зид) пренесу на подупираче као што су стубови или ступци, овакве лучне конструкције су још у античкој римској архитектури нашле врло широку примену (конструкција акведуката, спољних зидова амфитеатара). У римским, ранохришћанским и византијским базиликама, као и у познијим сакралним грађевинама базиликалног типа, а нарочито у романичким и готичким црквама, аркадама се обично одваја главни брод од бочних. Трифоријуми романичких и готичких цркава отварају се према главном броду аркадама, а код готичких цркава зона трифоријума је често и на главној фасади истакнута низом лукова у које се понекад смештају статуе (катедрала у Амијену, XIII век). Спољашње галерије са аркадама срећу се у вишим зонама фасаде романичких здања (око апсиде, торња над укрсницом и бочних кула) – пре свега у немачким земљама (катедрала у Вормсу, XI–XIII век; катедрала у Мајнцу XI–XII век).
Такозване слепе аркаде су декоративни елементи на фасади (или ентеријеру) који само рашчлањују зид уз који су рељефно приљубљени али га не пробијају. То је систем лукова на подупирачима који се једном страном наслања на зид или чини његов саставни део. Улога ових конструкција није искључиво декоративна – оне зидове чине мање масивним не угрожавајући њихову статичку стабилност. Слепим аркадама се назива и посебан тип поткровног венца који чини низ малих лукова приљубљених уза зид. Лукови су често подупрти конзолама које могу бити скулптурално обрађене. Овај облик поткровног венца, карактеристичан за северну Италију и Апулију, постао је, захваљујући путујућим мајсторима који су радили на источној обали Јадрана и једно од главних обележја архитектуре рашке школе (Богородичина црква у Студеници, Дечани). Различити типови слепих аркада представљају главни украс фасада романичких цркава (Рипољ, Богородичина црква, XI век; Пиза, катедрала, XI–XII век; Монреале, катедрала, XII век; главна фасада цркве Сан Минијато у Фиренци, XII век).
Низ слепих аркада приљубљених рељефно уз зид назива се аркатура која је у романици често рашчлањивала спољне и унутрашње делове објекта.
Аркадама се назива и трем са лучним отворима који се јавља као прелазни елемент између унутрашњости зграде и слободног простора улице или трга. Овај тип трема често се среће у архитектури ренесансе. Данас се аркадама називају и тремови без лучних отвора – они код којих низови стубаца и стубова подупиру равне греде.
Двориште у аркадама је двориште које је са свих страна окружено отвореним тремовима са аркадама: манастирски клаустар, двориште ренесансне куће или виле са стамбеним просторијама отвореним према трему; у исламској архитектури, предворје храма, медресе, унутрашње двориште каравансараја и сл.

## Галерија
- Аркаде амфитеатра у Пули
- Аркаде Велике џамије у Дамаску
- Аркаде на фасади катедрале у Пизи
- Низ слепих аркада у поткровним венцима Богородичине цркве у Студеници
- Аркаде у клаустру Фрањевачког самостана у Дубровнику